# Платава (Курская область)
Плата́ва — деревня (ранее село) в Конышёвском районе Курской области России. Входит в состав Платавского сельсовета.

## География
Деревня находится на реке Платавка (левый приток Свапы), в 46 км от российско-украинской границы, в 74 км к западу от Курска, в 12 км к юго-западу от районного центра — посёлка городского типа Конышёвка, в 3 км от центра сельсовета — деревни Кашара.
Климат
Платава, как и весь район, расположена в поясе умеренно континентального климата с тёплым летом и относительно тёплой зимой (Dfb в классификации Кёппена).
| Показатель                                                                      | Янв. | Фев. | Март | Апр. | Май  | Июнь | Июль | Авг. | Сен. | Окт. | Нояб. | Дек. | Год  |
| ------------------------------------------------------------------------------- | ---- | ---- | ---- | ---- | ---- | ---- | ---- | ---- | ---- | ---- | ----- | ---- | ---- |
| Средний суточный максимум, °C                                                   | −3,8 | −2,8 | 3,1  | 13,2 | 19,5 | 22,8 | 25,2 | 24,6 | 18,3 | 10,7 | 3,6   | −0,9 | 11,1 |
| Средняя температура, °C                                                         | −5,9 | −5,3 | −0,5 | 8,4  | 14,8 | 18,5 | 20,9 | 20   | 14,1 | 7,4  | 1,4   | −2,9 | 7,6  |
| Средний суточный минимум, °C                                                    | −8,3 | −8,5 | −4,6 | 2,9  | 9,2  | 13,1 | 15,9 | 14,9 | 9,9  | 4,1  | −0,9  | −5,1 | 3,6  |
| Норма осадков, мм                                                               | 49   | 44   | 48   | 50   | 64   | 70   | 79   | 54   | 57   | 56   | 48    | 48   | 667  |
| Источник: Погода по месяцам c ru.climate-data.org(дата обращения: Октябрь 2021) |      |      |      |      |      |      |      |      |      |      |       |      |      |

Часовой пояс
Деревня Платава, как и вся Курская область, находится в часовой зоне МСК (московское время). Смещение применяемого времени относительно UTC составляет +3:00.

## История

Платава на карте 1785 года

Село Платава упоминается в рыльских отказных книгах с 1625 года.
В 1631 году (7139 от сотворения мира) в Платаве вместо часовни была построена Никольская церковь. В 1727 и 1891 годах возводились новые церковные здания. Приход Никольского храма состоял из села Платава и деревень Гряды, Кашара и Семёновка.
До 1779 года село входило в состав Рыльского уезда. С 1779 года в составе Льговского уезда.
Часть населения Платавы составляли лично свободные однодворцы, часть — крепостные крестьяне. По данным 6-й ревизии 1811 года в селе жили однодворцы Алистарховы, Коптевы, Лакисовы, Машины, Пушкарёвы, Ханины, Чубаровы — всего 58 однодворцев мужского пола.
В 1862 году в частично казённом, частично владельческом селе Платава было 119 дворов, проживало 1164 человека (598 мужского пола и 566 женского), действовал православный храм.
В конце XIX — начале XX века село входило в состав Шустовской волости Льговского уезда. В 1902 году в Платаве проживало 1080 человек (549 мужского пола и 531 женского).
С 1928 года в составе Конышёвского района.
По состоянию на 1955 год в Платаве находился центр колхоза «Новый быт».

## Население
| 2002 | 2010 |
| ---- | ---- |
| 250  | ↘145 |

## Инфраструктура
Личное подсобное хозяйство. В деревне 173 дома.

## Транспорт
Платава находится в 44 км от автодороги федерального значения М3 «Украина» (Москва — Калуга — Брянск — граница с Украиной), в 57 км от автодороги М2 «Крым» (Москва — Тула — Орёл — Курск — Белгород — граница с Украиной), в 34 км от автодороги А142 (Тросна — М-3 «Украина»), в 28 км от автодороги регионального значения 38К-038 (Фатеж — Дмитриев), в 13 км от автодороги 38К-005 (Конышёвка — Жигаево — 38К-038), в 18 км от автодороги 38К-003 (Дмитриев — Берёза — Меньшиково — Хомутовка), в 8 км от автодороги 38К-023 (Льгов — Конышёвка), в 7 км от автодороги межмуниципального значения 38Н-144 (Конышёвка — Макаро-Петровское с подъездами к селам Беляево и Черничено), на автодороге 38Н-152 (38Н-144 — Шустово — Коробкино), в 11 км от ближайшего ж/д остановочного пункта Марица (линия Навля — Льгов I).
В 163 км от аэропорта имени В. Г. Шухова (недалеко от Белгорода).